# 天主教布拉干萨-保利斯塔教区
天主教布拉干薩-保利斯塔教區（拉丁語：Dioecesis Brigantiensis in Brasilia）是巴西一個羅馬天主教教區，屬坎皮納斯總教區。
教區成立於1925年7月24日，包括聖保羅州東北部十八市。2012年有教友831,000人（佔轄區總人口73.0%）、五十四個堂區、110名司鐸。現任教區主教為塞爾吉奧·阿帕雷西多·科隆博。